# Jagnjenica
Jagnjenica je naselje u slovenskoj Općini Radeču. Jagnjenica se nalazi u pokrajini Štajerskoj i statističkoj regiji Savinjskoj. 

## Stanovništvo
Prema popisu stanovništva iz 2002. godine naselje je imalo 326 stanovnika.